# Портер (Нью-Йорк)
Портер (англ. Porter) — місто (англ. town) в США, в окрузі Ніагара штату Нью-Йорк. Населення — 6513 особи (2020).

## Демографія
Згідно з переписом 2010 року, у місті мешкала 6771 особа в 2782 домогосподарствах у складі 1925 родин. Було 3103 помешкання
Расовий склад населення:
| - 96,9 % — білих - 0,6 % — корінних американців - 0,5 % — азіатів - 0,4 % — чорних або афроамериканців |

До двох чи більше рас належало 1,1 %. Частка іспаномовних становила 1,7 % від усіх жителів.
За віковим діапазоном населення розподілялося таким чином: 21,2 % — особи молодші 18 років, 61,6 % — особи у віці 18—64 років, 17,2 % — особи у віці 65 років та старші. Медіана віку мешканця становила 45,9 року. На 100 осіб жіночої статі у місті припадало 100,3 чоловіків;  на 100 жінок у віці від 18 років та старших — 98,2 чоловіків також старших 18 років.
Середній дохід на одне домашнє господарство  становив 84 422 долари США (медіана — 71 217), а середній дохід на одну сім'ю — 99 292 долари (медіана — 82 446). Медіана доходів становила 62 159 доларів для чоловіків та 41 229 доларів для жінок. За межею бідності перебувало 4,8 % осіб, у тому числі 1,0 % дітей у віці до 18 років та 7,9 % осіб у віці 65 років та старших.
Цивільне працевлаштоване населення становило 3192 особи. Основні галузі зайнятості: освіта, охорона здоров'я та соціальна допомога — 29,7 %, виробництво — 11,4 %, роздрібна торгівля — 11,1 %.